# Мюллер, Хуана
Хуана Мюллер (исп.  Juana Muller; 12 февраля 1911, Сантьяго — 1952) — французский скульптор чилийского происхождения. Принадлежала к Парижской школе.

## Биография
Родилась в семье выходцев из Германии. Окончила школу изобразительного искусства в Сантьяго, стала преподавателем в ней.  Путешествовала по Европе. В 1937 году обосновалась в Париже, работала в ателье Цадкина в академии Гранд-Шомьер, познакомилась с Бранкузи, которому помогала в работе над скульптурой «Летающая черепаха» (Нью-Йорк, Музей Гуггенхайма). Увлеченная процессом эволюции современного искусства, Хуана Мюллер искала новый пластический язык, и Бранкузи стал тем, кто оказал на художницу наибольшее влияние, наряду с Жаном Арпом, которым она восхищалась.
С 1944 года сблизилась с художниками новой Парижской школы (Манесье, Базен, Айду, Этьен Мартен, Жан Бертоль, Эудальдо, Жан Лё Моаль и др.). В том же году вышла замуж за Жана Лё Моаля.
Скоропостижно скончалась во время коллективной работы над оформлением церкви Сан-Реми в Баккара (департамент Мёрт и Мозель).

## Выставки
Выставлялась в мае 1944 года в Лионе в галерее «Фольклор» Марселя Мишо вместе с Гюставом Сингье, Пьером Таль-Коатом и другими. В 1947 году в галерее Жанны Бюше вместе с Верой Пагава и др., в 1946—1952 годах участвовала в майском Салоне, в 1949—1952 годах — в Салоне молодой скульптуры.
В 1973 году в Меце состоялась коллективная выставка Хуаны Мюллер, Этьена Айду и Бальтасара Лобо.

## Цитата
По словам одного из её друзей и соратников, скульптора Франсуа Стали, «Бранкузи чувствовал и говорил мне, что Хуана Мюллер, как и он сам, принадлежит к Большой Традиции искусства, в рамках которой внешняя современность — всего лишь случайное обстоятельство, неизбежное для всего подлинного».
Как признавалась сама Хуана Мюллер, — «Я думаю, что самое лучшее место для скульптур - это улица. Особенно мои скульптуры, я бы хотела разместить их в саду. Противостояние и взаимодействие, которые устанавливаются между растительной жизнью и жизнью форм, очень меня трогают».